# 메리앤 멀럴라일리
메리앤 멀럴라일리(영어: Marianne Muellerleile, 1948년 11월 26일~)는 미국의 배우이다.

## 출연 작품

### 영화
- 니나 (2016년)
- 댐 포리너즈 (2014년)
- 섹시한 미녀는 괴로워 (2008년) - 블라운트 부인 역
- 섹스 드라이브 (2008년)
- 나이스 가이 노빗 (2007년)
- 스모킹 에이스 (2007년)
- 러닝 위드 씨저스 (2006년)
- 땡큐 포 스모킹 (2005년) - 선생님 역
- 맨 프럼 엘리시안 필즈 (2001년)
- 메멘토 (2000년)
- 피블의 모험 3 (1998년)
- 알란 스미시 영화 (1997년)
- 베이비 클리닉 (1997년)
- 라이어 라이어 (1997년)
- 인피니티 (1996년)
- 어느 멋진 날 (1996년)
- 솔드 아웃 (1996년)
- 파이널 디씨전 (1996년)
- 카멜레온 (1995년)
- 쥬니어는 문제아 3 (1995년)
- 클리포드 (1994년)
- 과거 속의 음모 (1994년)
- 로드 투 웰빌 (1994년)
- 나이트 아이 3 (1993년)
- 패션 피쉬 (1992년)
- 스포트라이트 (1991년)
- 사탄 (1988년)
- 위기의 핵폭발 (1988년)
- 다이안 (1987년)

### 텔레비전
- 잭과 코디, 우리집은 호텔 스위트 룸 (2005년)
- 못말리는 번디 가족 (1987년)
- 솔로몬 가족은 외계인 (1996년)
- 라이프 위드 보니 시즌 1
- 낫츠 랜딩 (1979년)